# District historique de Gallaudet College
Pour les articles homonymes, voir Gallaudet (homonymie).
Le district historique de Gallaudet College (en anglais Gallaudet College Historic District ) est un district historique protégeant le bâtiment principal du collège Gallaudet (aujourd'hui, université Gallaudet) construite entre 1866 et 1867.
Elle se trouve sur le campus de l'université Gallaudet. Ce bâtiment est fait la partie du National Historic Landmark depuis 21 décembre 1965 et du Registre national des lieux historiques depuis 15 octobre 1966

## Galerie

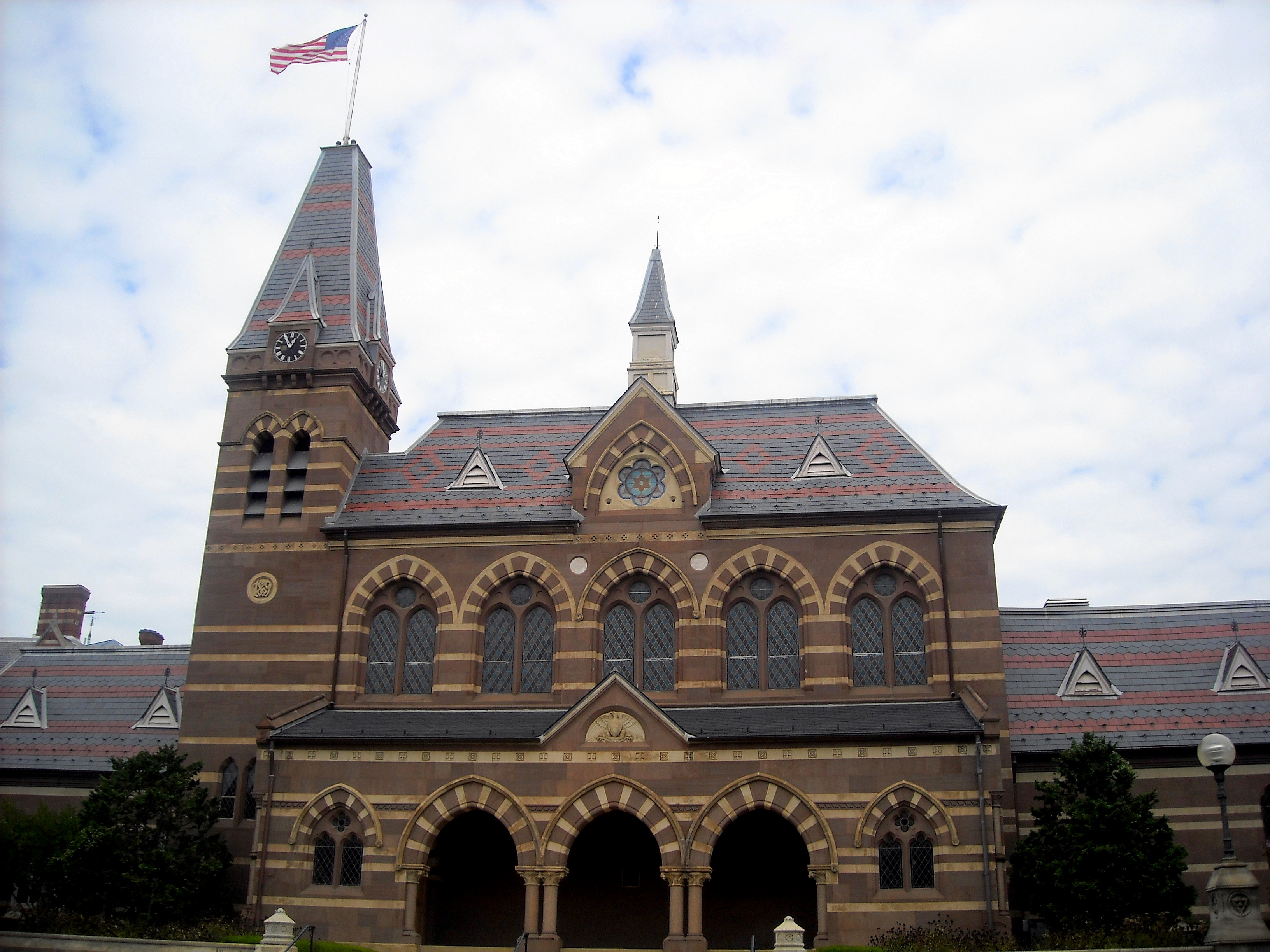
Le bâtiment vue en face

## Autres bâtiments de l'université Gallaudet
- Université Gallaudet
- Maison One (Gallaudet)

## Source de la traduction
- (en) Cet article est partiellement ou en totalité issu de l’article de Wikipédia en anglais intitulé « Gallaudet College Historic District » (voir la liste des auteurs).